# M16A3
M16A3 er en fuldautomatisk udgave af M16A4. Den er Udstyret med et Rail Integrated System (R.I.S)
til montering af Flip-up sigte, Rødpunkt sigte eller kikkert sigte. Systemet er kendt fra M4 (karabin) Riflen. Som standard kommer den med et almindeligt klassisk rundt M16A2 frontgreb, men der monteres ofte et frontgreb med R.I.S på 4 sider, til montering af frontgreb, lygte eller granatkaster. Udover Aftrækker-sættet er Riflen Helt identisk med M16A4 Riflen.